# Axel Paulsch
Axel Paulsch (* 1966 in Pforzheim) ist ein deutscher Geoökologe.

## Leben
Nach seinem Zivildienst beim BUND in Ulm studierte Axel Paulsch ab 1988 Geoökologie an der Universität Bayreuth. Während dieses Studiums befasste er sich mit den inhaltlichen Schwerpunkten Biogeographie, Vegetationskunde, Walddynamik und der Umweltproblemen in Entwicklungsländern. In seiner Diplomarbeit beschrieb er die ökologische Strategie der Konifere Araucaria araucana in ihren Reliktarealen in Chile.
Später untersuchte er in der afroalpinen Zone des Mount Kenya den Einfluss von Herbivorie auf Pflanzengemeinschaften in touristisch unterschiedlich stark genutzten Seitentälern dieses Berges. In seiner Dissertation erarbeitete Paulsch ein auf Vegetationsstrukturen basierendes Klassifikationssystem für ungestörte und gestörte tropische Bergwälder am Beispiel Südecuadors. Dieses System erlaubt eine schnelle Gliederung größerer Waldareale in einzelne Waldtypen anhand von physiognomischen Kriterien.
Axel Paulsch ist seit 2002 beim Institut für Biodiversität tätig. Von 2009 bis 2012 war er am Helmholtz Zentrum für Umweltforschung, wo er im Projekt Netzwerk-Forum zur Biodiversitätsforschung Deutschland die Politikschnittstelle vertrat. Innerhalb des ibn Netzwerkes betreut er die Projekte Aufbau des Carpathian Biodiversity Information Systems (CBIS) und Vorschläge für einen grenzüberschreitenden Biotopverbund in den Westkarpaten und Analyse des Forschungsbedarfs aus CBD-Programmen und Entscheidungen von COP 10.

## Mitgliedschaften
Paulsch ist Mitglied des BUND, des NABU, der Deutschen Gesellschaft für Ökologie, der Deutschen Gesellschaft für Tropenökologie und von Diversitas Deutschland e.V. Er ist erster Vorsitzender des ibn und Vorstandsmitglied der Aktion Zwerggans e.V.

## Publikationen (Auswahl)

### Zeitschriften
- Paulsch, A. 2010: Ziele bis 2020 – der neue Strategische Plan der CBD – labor&more 6.10, 36-37
- Görg, Ch, C. Nesshover & A. Paulsch 2010: A new link between biodiversity science and policy – GAIA 19/3 (2010), 183-186
- Mooji, J., A. Paulsch, & W. Scholze 2008: Re-introduction of Lesser White-fronted Goose Anser erythropus in Fennoscandia with the help of microlight aircraft.- Vogelwelt 129, 301-303

### Bücher
- Paulsch, A. 2008: Biodiversität von agrarisch genutzten Ökosystemen in den Verhandlungen der COP 9 – Streitpunkt Agrartreibstoffe.- Umweltwissenschaften und Schadstoffforschung, Springer Science+Business Media
- A. Paulsch, D. Piechowski and K. Müller-Hohenstein 2008: Forest Vegetation Structure along an altitudinal gradient in Southern Ecuador.- Ecological Studies 198, Springer Verlag

## Belege
1. ↑  https://biodiv.de/index.php?id=52&L=0

| Personendaten    | Personendaten        |
| ---------------- | -------------------- |
| NAME             | Paulsch, Axel        |
| KURZBESCHREIBUNG | deutscher Geoökologe |
| GEBURTSDATUM     | 1966                 |
| GEBURTSORT       | Pforzheim            |